# Muhammad II av Granada
Muhammad II av Granada, död 1302, var sultan av Granada 1273-1302.